# علی‌بابا و چهل دزد (فیلم ۱۳۴۶)
علی‌بابا و چهل دزد فیلمی به کارگردانی امین امینی و نویسندگی احمد نجیب‌زاده محصول سال ۱۳۴۶ است.

## داستان
«علی بابا» محبوب فقرا و مورد نظر ثروتمندان است...

## بازیگران
- رضا بیک ایمانوردی
- فرانک میرقهاری
- منصور سپهرنیا
- یدالله محمدی‌نژاد
- حمیده خیرآبادی
- منوچهر اخضرپور
- مجید شهباز
- حسن شاهین
- سونیا
- عباس مهردادیان
- حسن نورهانی
- گرجی
- گیتی فروهر
- راما
- اصغر سعیدی
- تبریزی
- حبیبی